# FK Kunice
Tělovýchovná jednota Kunice z.s. je fotbalový klub z obce Kunice v okrese Praha-východ. V sezóně 2020/21 hraje I.B třídu Středočeského kraje, skupinu D.

## Historie
Fotbalové prvopočátky
První dochovaný záznam o fotbalu v Kunicích pochází z roku 1901 z utkání se soupeřem z Říčan. Byla to jedna z podobných sportovních událostí, jakých se tenkrát po českém venkově konala celá řada. Průkopníkům fotbalu však ještě řadu let chyběla organizační základna, jakou například  pro tělovýchovu již  utvořila Česká obec sokolská. Teprve v roce 1922 byla u nás ustavena Československá asociace fotbalová, sdružující fotbalové kroužky a kluby do 13 žup. Nejdůležitější místo mezi nimi zaujímala Středočeská fotbalová župa. Popularita české kopané se šířila po celé naší vlasti a i v Kunicích a jeho blízkém okolí si chlapci a mladí muži zamilovali ten "kulatý nesmysl" a proháněli ho všude, kde to jen bylo možné. Tehdy to byl většinou jen míč hadrový, protože ten opravdový, kožený I představoval pro tyto nadšence hotové jmění.
Zrod organizovaného fotbalu v Kunicích se datuje rokem 1934, kdy zde byl skupinou fotbalových nadšenců založen sportovní klub SK Kunice. V krátkém období po druhé světové válce se „nařízením shora“ stal tento klub jedním z oddílů obnoveného Sokola, jehož nástupcem a pokračovatelem je současná Tělovýchovná jednota Kunice a její fotbalový klub FK Kunice.
Jak to většinou bývá, začátky nebyly lehké. Organizační základna sice byla vytvořena, aktivních fotbalových nadšenců i jejich místních příznivců zde bylo také dosti, ale nebylo kde hrát, chybělo hřiště odpovídajících parametrů. A tak první oficiální utkání nově založeného klubu SK Kunice se uskutečnilo až 13. září 1935 na hřišti ve Strančicích s místním SK, ale zato hned jako mistrovský zápas III. třídy Říčanské oblasti. A pak to šlo dále v pravidelném rytmu nedělních utkání. Kunice hrály svou mistrovskou soutěž jen v tomto prvním roce své existence, v dalších letech se uvádějí jen utkání přátelská, kterým soudcovali vždy vlastní nebo soupeřovi rozhodčí. Lze z toho vyčíst, že registrace klubu nebyla v dalších letech obnovena – zřejmě pro nedostatek finančních prostředků. Inu, návštěvy při hostování na cizích hřištích byly malé a příjem ze vstupného nepatrný, takže na registrační poplatky a honoráře delegovaným rozhodčím asi nebylo. Vždyf i dresy si museli hráči hradit ze svého. Chyběla zatím vlastní sportovní základna – vlastní hřiště, kde by domácí fandové a fanynky mohli morálně podpořit hru svého mužstva.
Mít vlastní hřiště, to je jako mít vlastní dům
Domácí publikum a vlastní hřiště bývá v komentářích ke sportovnímu klání uváděno jako významný faktor, ovlivňující příznivé výsledky. Kunicím však vlastní hřiště často chybělo a mohou se tím vysvětlit i mnohé neúspěchy z prvních let.
- 1934 - 1936: Hraje se na hřištích soupeřů nebo na hřišti spřáteleného klubu SK Strančice.
- 1936 - 1947: Konečně, alespoň na čas, máme vlastní hřiště v Kunicích na pronajatém louce "U Králů". Tento "plac" byl slavnostně otevřen 5. července 1936 za účasti starosty obce p. Bartáka, předsedy fotbalové župy p. Fanty a předsedy našeho klubu p. Prokeše. Pronášely se slavnostní projevy, hrály se hymny a poprvé si zde oficiálně zahrál i náš dorost.
- 1947 - 1960: V roce 1947 vypověděl majitel pozemku naši smlouvu o pronájmu hřiště a SK Kunice hostují dlouhých 13 let opět na hřišti spřáteleného klubu a svého tradičního sportovního rivala SK Strančice.
- 1955 ~ důležitý mezník v historii budování vlastní základny: Od obce byl získán pozemek v úžlabí mezi dvěma stráněmi ve východní části obce, příznačně nazvaném "Ve Žlábkách" pod Hůrou, v místě bažin, rybníčků a potůčků, kde se svépomocí začíná budovat definitivní vlastní hřiště. Pozemek byl částí majetku šlechtického rodu Berchtoldů. Po druhé světové válce byl jim spolu s ostatními nemovitostmi v Kunicích  vyvlastněn a předán do užívání armádě, která měla v místním „Zámečku“ jednu ze svých cvičných základen. Pozemek užívalo JZD Dolní Lomnice jako krmivovou základnu pro kravín a i když  jeho převod od armády na obec Kunice pro budoucí fotbalové hřiště byl bezúplatný, musila si ho obec vykoupit dodávkou 2.400 kg sena ve prospěch JZD.
- 1960 - 1967: V tomto mezidobí se hraje "Za Fouskem" na pronajaté louce v prostoru dnešního seníku. Mezitím se pokračuje na úpravách pozemku "Ve Žlábkách"
- 1968 - 1979: Konečně máme opravdu "vlastní hřiště“, i když na podmáčeném pozemku, který se po dešti stává pro hru nezpůsobilý. V období 1973 - 75 jsou svépomocí v "akci Z" postaveny u hřiště šatny za významného finančního přispění obce, kraje i fotbalového ústředí.
- 1979 - 1986: Hostuje se opět na hřištích ve Strančicích..p Velkých Popovicích, "Ve Žlábkách“: probíhá mezitím rozsáhlá a náročná rekonstrukce hřiště, meliorace a územní úpravy. Hráči, členové a příznivci klubu zde bezplatně odpracovali tisícovky brigádnických hodin. Jim všem patří za tuto obětavou práci velký dík! .
- 13. července 1986: S velkou slávou za účasti představitelů obce a Fotbalového svazu a v přítomnosti televizních kamer se otevírá rekonstruované travnaté hřiště "Ve Žlábkách". Základ dnešního sportovního areálu v kouzelném přírodním prostředí, který nám mohou závidět kluby daleko vyšších tříd.
- 1999: Dále pokračuje výstavba sportovního areálu, který byl zahrnut do územního plánu rozvoje obce a oblasti. Bylo dobudováno druhé travnaté fotbalové hřiště a provedeny terénní úpravy pro výstavbu tří víceúčelových kurtů pro tenis, volejbal, nohejbal i florbal. Pro nedostatek finančních prostředků byla zatím další výstavba pozastavena, oddíl zájemců o tenis byl však již ustaven a shromažďuje finanční prostředky. Do našeho areálu a na naše kvalitní hřiště zajíždějí přední ligové kluby k přípravě před svými důležitými utkáními.
- 2002: Na vyvýšené východní hranici hlavního hřiště postavil generální sponzor našeho klubu „ Společenství H+H“ v rekordně krátké době v průběhu letní přestávky novou klubovnu a propůjčil ji klubu k bezplatnému užívání. Plány dalšího rozvoje klubu i jeho sportovního areálu však tímto ještě neskončily.

Kunický fotbal v průběhu let
1) Vznik klubu
Rokem 1934, kdy byl klub založen, však ještě nezačíná jeho účast v oficielních mistrovských soutěžích Fotbalové asociace. Jedním z důvodů pro absenci byl nedostatek finančních prostředků na pokrytí nákladů na cestovné a odměny pro svazové rozhodčí. Proto byla několik let činnost fotbalového klubu pouze na úrovni přátelských zápasů. V podobné situaci bylo i mnoho okolních týmů, se kterými pravidelně hrávali za soudcování laiků z kunických či soupeřových řad. V tomto počínání je jasně patrné ryzí nadšení pro tento sport.
Postupem doby se týmu Kunic podařilo začlenit mezi mužstva, hrajících v organizovaných soutěžích. Jeho tehdejší úspěchy bohužel nejsou známy, není už pamětníků a několik sešitů pečlivě vedené kroniky klubu z tohoto období se nenávratně ztratilo. V archivu je k nalezení několik fotografií, na nichž poznáváme dnes už zemřelé hráče klubu, kteří se zasloužili o vznik a rozvoj fotbalu v obci.
Další nucenou přestávkou v činnosti klubu byla léta protektorátu. V této' době bylo narušeno mnoho aktivit, sportovních nevyjímaje. Avšak i v této těžké době bylo sehráno několik přátelských utkání a tím se i oživilo vlastenecké cítění a sportovní duch v hráčích a ve všech příznivcích.
2) Éra poválečná
V 50. a 60. letech hrají Kunice převážně IV. třídu okresní soutěže Praha-východ. Z již zmiňovaného důvodu, kterým je neexistence domácího hřiště, hrají Kunice své zápasy převážně na hřištích soupeře či v pronajatém areálu sousedních Strančic. Na dobových fotografiích jsou obvyklé sestavy z těchto let.
Z tohoto období se sluší zmínit o jednom našem výjimečném sportovci. Tonda Zima, jak mu všichni říkali, byl talent na všechny sporty, především na fotbal a hokej - talent, jenž se rodí jednou za sto let. "Obounohý" fotbalista s vytříbenou technikou a přesnou střelbou. Škoda jen, že se musel věnovat především hospodářství a tak jeho talent skončil pouze v Kunicích, přestože o jeho služby měli zájem věhlasné kluby té doby.
3) Výkonnostní vzestup od 70. let
Náš první velký úspěch zaznamenalo mužstvo žáků v sezóně 1970/71 kdy se stalo přeborníkem okresu Praha-východ. Následně se pak zúčastnilo kvalifikace pro účast na mistrovství ČSR žákovských družstev,  bylo však vyřazeno družstvem Dukly Praha, které se nakonec v republikovém mistrovství umístilo na 2. místě.
Tento náš nadějný ročník zaznamenal úspěchy i v kategorii dorostenecké, kde se hned v první sezóně opět probojoval do kvalifikace o přeborníka okresu. Tito fotbalisté, po přechodu do seniorské kategorie, spolu s dalšími hráči drželi výkonnost Kunického fotbalu na stále vysoké úrovni.
V sezóně 1975/76 postoupil náš tým historicky poprvé do okresního přeboru. Sokol Kunice se tak stal tradiční součástí okresního přeboru.
Avšak jeho účinkování v přátelských zápasech i tuto pomyslnou hranici okresu překročilo. Přátelské zápasy s ligovými hokejisty SONP Kladna, či družební zájezdy na Moravu (Kobylí), se staly neodmyslitelnou součástí našich sportovních aktivit, stejně tak i zimní turnaje v Praze na Solidaritě. V roce 1975 se odehrálo naše první mezinárodní utkání s TSV Brück, účastníkem 3. ligy tehdejšího NDR, kteréskončilo čestnou remizou 1:1.
I v těchto letech jsme pravidelně obsazovali do mládežnických kategorií naše žactvo a dorostence, v seniorské kategorii také rezervní tým.
4) Historie celkem nedávná
Po podzimní části roku 1980 byl tým Kunic s pouhou jednou výhrou smířen se sestupem do II !.třídy. Mužstvo opustilo několik opor i tréninková morálka, což bylo patrné na předváděné hře. V zimě přišel nový trenér a s ním i lepší výkony, které ale na záchranu již nestačily. Mužstvo se však sehrálo a připravilo se na pokus o navrácení do přeboru. To se nakonec podařilo, hlavně díky výborné podzimní části bez prohry.
Další sezóna mělá jediné pozitivum, což byla 13. března 1983 kolaudace našeho hlavního hřiště, tehdy ještě škvárového. Herně jsme nepřesvědčili a následoval opět sestup (bohužel ne poslední) do IIl.třídy. Paradoxně na tuto soutěž se mužstvo připravovalo lépe a vždy se mu po roce podařil postup zpět do, okresního přeboru.
5) Pokoření hranice okresu
Koncem 90. let, po dobrých umístěních v konečných tabulkách okresního přeboru Prahy¬východ, má první mužstvo ambice na postup do krajské soutěže - 1.b třídy Středočeského kraje. Ambice jsou potvrzovány dobrými výsledky na zimních turnajích /Kyje, Střešovice/. Po zdařilé sezóně 1998/99 překračuje FK Kunice další významný milník své existence, vyhrává okresní přebor, což v sezoně 1999/2000 znamenalo postup do 1.B třídy. Postup však znamenal i nové soupeře v dosud pro nás fotbalově neznámých regionů Středočeského kraje. Premiérovou sezonu 2000/2001 jsme odehráli v Příbramské skupině a skončili jsme na lichotivé 6. pozici. Následující sezonu 2001/2002 jsme soutěžili v oddělení Benešovsko (11. místo), v sezoně 2002/2003, v níž jsme byli zařazeni do skupiny Praha východ a západ, jsme skončili na 9. místě. V následující sezoně 2003/2004 jsme si pak v oddělení kutnohorském vybojovali 6. místo.
Velké zviditelnění útulného sportovního areálu přineslo od sezóny 2001/02 pravidelné soustředění Českého reprezentačního mužstva před důležitými zápasy kvalifikace. Věhlas krásného hřiště se donesl i k pražským ligovým klubům /Slavia, Bohemians/, které zde trénovaly před svými ligovými resp. pohárovými zápasy.

### Česká fotbalová liga
FK Kunice hráli 3. ligu od sezóny 2010/11.

## Současnost
V současné době vede klub vedení složené z členů VV - Vladimír Hašek, Zdeněk Zderadička, Jiří Novák. 
Klub hraje FUMBI 1.B třídu ve Středočeském kraji. TJ Kunice jsou členem Tělovýchovné jednoty Kunice, kde kromě fotbalistů působí také volejbalistky, či hokejisté.
V mládežnických kategoriích má současně klub 288 aktivních sportovců ve fotbale, 60 aktivních sportovců ve volejbale a 40 aktivních sportovců v hokeji.